# Paso de Indios
Paso de Indios (denominado históricamente como La Herrería y en idioma galés: Rhyd yr Indiaid o Hesg) es una localidad cabecera del departamento homónimo, provincia del Chubut, Argentina. Se ubica en las coordenadas 43°51′50″ S, 69°2′50″ O.
Se comunica con las ciudades de Trelew y de Esquel por medio de la RN 25. Cuenta con servicios de energía eléctrica, gas por red, teléfono y telefonía celular.

## Historia
El primer asentamiento con visos de población fue Manantiales, un paraje como todos los de la época: posada, oficina de registro civil y policía. 
Dos familias conforman el origen de este lugar: Terán y López a los que suma la figura de una señora que atendía la fonda: Doña Ramona, de grato recuerdo entre los viajeros de la época.
El nombre de Paso de Indios, corresponde al Río Chubut, distante de Manantiales a unos 12 km, nombre que impusiera la expedición de “Los Rifleros del Chubut” que comandara el teniente coronel Luis Jorge Fontana y que vadeara el río en ese sitio el 4 de noviembre de 1885.
Los senderos que a partir de esa fecha conducían hasta el lugar, estaban marcados alternativamente sobre ambas márgenes del río. El más común llegaba a ese sitio por la margen norte. De ahí el nombre de “Paso..” y su verdadera ubicación; el paraje “Manantiales” a su vez, figuraba en los relatos de los viajeros de le época.
William Hughes, en su libro A orillas del Río Chubut en la Patagonia hace mención al paraje “Los Manantiales” al que llama “Arroyo de la montaña”, y pernocta en ese lugar.
Francisco Pietrobelli, unos diez años antes, menciona también ese “manantial..donde excavamos pequeños pozos para abrevar a los caballos y desplegamos las carpas nosotros..”.
En 1899, Eluned Morgan también describe ese manantial. Muchos lugares de su viaje desde la costa a la cordillera paso por alto, pero se detiene en este luego de dejar el río; y así describe “no habita nadie en un radio de cientos de millas de este pequeño arroyo, pero para los cansados viajeros, es como un rayo de luz del paraíso y su música es como el batir de alas de los ángeles...”
La Herrería: distante 10 km desde Manantiales hacia el sudoeste, apareció según cuentan los familiares de Don Teodoro Strobl, al establecerse éste con su taller de herrería alrededor de 1918 y lo hizo por sugerencia de los propios viajeros que transitan desde la costa a la cordillera y viceversa.
Don Teodoro Strobl había nacido en Baviera en 1870. Casado y con dos hijos (Augusto y Teodoro) trasladose a la Argentina y al valle del Chubut. En Trelew trabajo en su comienzo en la carpintería del señor Schull, luego se estableció en Gaiman como herrero. En ese taller es donde escucha a los viajeros que realizan los periódicos viajes a la cordillera. Todos lamentaban la falta de una herrería a mitad de camino, para solucionar los problemas que continuamente se presentaban en los carruajes, por el estado de los incipientes caminos. Surge entonces la idea de colocar un taller por esos lares, teniendo en cuenta las rutas que desde ese paraje se cruzaban hacia Cerro Cóndor y Paso del Sapo hasta los lagos Colhue Huapi y Musters, (hoy RP N.º 24) y desde el valle inferior a la cordillera, Don Teodoro Strobl instala el tan ansiado taller de herrería.
Mientras tanto Manantiales continuaba con su actividad, pero cuando en la década del treinta la ruta nacional N.º 25 fue motivo de la nueva traza por el “Sombrero”, “Manantiales” fue perdiendo lentamente su importancia y entonces los hermanos Roman y Blas López adquirieron el taller de herrería de don Strobl e iniciaron la construcción de un importante hotel, instalando además una estación de servicios YPF, para luego en la década del cuarenta, construirse el edificio de la Policía y el Juzgado de Paz. 
Solamente la escuela, que había comenzado a funcionar en 1937 en Manantiales, continuó en ese lugar hasta que en 1953 ocupó el actual edificio construido expresamente para esa función en el paraje La Herrería.
Los vecinos de La Herrería vieron el primer avión en 1942 y también se habilitó en ese año el primer polígono para la práctica de tiro deportivo al blanco. Para construir el edificio de la Policía se cortaron 120.000 ladrillos, participaron de esta tarea los propios vecinos de la zona, como también algunos detenidos de la comisaría, bajo la dirección del comisario don Gregorio Víctor Luna y por iniciativa del exgobernador coronel Don Conrado Sztyrle.

## Población
Contó con 1264 habitantes (Indec, 2010), lo que representó un incremento del 16% frente a los 1087 habitantes (Indec, 2001) del censo anterior. La población se compuso de 623 varones y 641 mujeres, lo que arrojó un índice de masculinidad del 97.19%. En tanto, las viviendas pasaron a ser 473.
Tras el censo de 2022 se conoció un crecimiento sostenido de la localidad con 1365 habitantes y unas 604 viviendas.
| Gráfica de evolución demográfica de Paso de Indios entre 1991 y 2022 |
|                                                                      |
| Fuente: censos nacionales del INDEC                                  |

## Clima
El clima de esta zona es frío árido y con una importante oscilación térmica anual, catalogado como clima desértico frío BWk. La precipitaciones son de sólo 200 mm anuales. Lan temperaturas de enero promedian los 19 °C, con una máxima absoluta de  38.3 °C, mientras que en julio el promedio es de 3 °C con una mínima absoluta de -24.2 °C.
| Parámetros climáticos promedio de Paso de Indios | Parámetros climáticos promedio de Paso de Indios | Parámetros climáticos promedio de Paso de Indios | Parámetros climáticos promedio de Paso de Indios | Parámetros climáticos promedio de Paso de Indios | Parámetros climáticos promedio de Paso de Indios | Parámetros climáticos promedio de Paso de Indios | Parámetros climáticos promedio de Paso de Indios | Parámetros climáticos promedio de Paso de Indios | Parámetros climáticos promedio de Paso de Indios | Parámetros climáticos promedio de Paso de Indios | Parámetros climáticos promedio de Paso de Indios | Parámetros climáticos promedio de Paso de Indios | Parámetros climáticos promedio de Paso de Indios |
| Mes                                              | Ene.                                             | Feb.                                             | Mar.                                             | Abr.                                             | May.                                             | Jun.                                             | Jul.                                             | Ago.                                             | Sep.                                             | Oct.                                             | Nov.                                             | Dic.                                             | Anual                                            |
| ------------------------------------------------ | ------------------------------------------------ | ------------------------------------------------ | ------------------------------------------------ | ------------------------------------------------ | ------------------------------------------------ | ------------------------------------------------ | ------------------------------------------------ | ------------------------------------------------ | ------------------------------------------------ | ------------------------------------------------ | ------------------------------------------------ | ------------------------------------------------ | ------------------------------------------------ |
| Temp. máx. media (°C)                            | 27                                               | 26                                               | 23                                               | 17                                               | 13                                               | 9.                                               | 9                                                | 12                                               | 15                                               | 19                                               | 22                                               | 25                                               | 18.1                                             |
| Temp. media (°C)                                 | 18.5                                             | 17.5                                             | 15                                               | 10.5                                             | 6                                                | 4                                                | 3.5                                              | 5.5                                              | 8                                                | 11.5                                             | 14.5                                             | 17                                               | 11                                               |
| Temp. mín. media (°C)                            | 10                                               | 9                                                | 7                                                | 4                                                | 1                                                | -1                                               | -2                                               | -1                                               | 1                                                | 4                                                | 7                                                | 9                                                | 4                                                |
| Precipitación total (mm)                         | 6.8                                              | 9.5                                              | 10.7                                             | 19.5                                             | 26.1                                             | 33.1                                             | 24.9                                             | 16.1                                             | 18.4                                             | 20.0                                             | 8.5                                              | 5.0                                              | 198.6                                            |
| Fuente: SMN Argentina promedio 1981-1990         |                                                  |                                                  |                                                  |                                                  |                                                  |                                                  |                                                  |                                                  |                                                  |                                                  |                                                  |                                                  |                                                  |

Humedad relativa promedio anual: 54%

## Parroquias de la Iglesia católica en Paso de Indios
| Prelatura territorial | Esquel               |
| --------------------- | -------------------- |
| Parroquia             | San Francisco Javier |